# Lituites
Lituites és un gènere extint de mol·lusc cefalòpode del la subclasse Nautiloidea; és un dels cefalòpodes coneguts més primitius. Es va originar al període Ordovicià, fa uns 460 milions d'anys. Els fòssils s'han trobat principalment a la regió de Hunan, Xina, però també se n'han trobar al nord d'Europa. El gènere Lituites inclou alguns dels primers cefalòpodes que podien nedar activament.